# Пюже-сюр-Аржан
Пюже́-сюр-Аржа́н (фр. Puget-sur-Argens) — коммуна на юго-востоке Франции в регионе Прованс — Альпы — Лазурный берег, департамент Вар, округ Драгиньян, кантон Рокбрюн-сюр-Аржан.
Площадь коммуны — 26,9 км², население — 6977 человек (2006) с тенденцией к стабилизации: 6915 человек (2012), плотность населения — 257,0 чел/км².

## Население
Население коммуны в 2011 году составляло — 6630 человек, а в 2012 году — 6915 человек.
| 1962 | 1968 | 1975 | 1982 | 1990 | 1999 | 2005 | 2006 | 2010 | 2011 | 2012 |
| ---- | ---- | ---- | ---- | ---- | ---- | ---- | ---- | ---- | ---- | ---- |
| 3399 | 3033 | 3849 | 4509 | 5865 | 6368 | 6914 | 6977 | 6587 | 6630 | 6915 |

Динамика населения:

## Экономика
В 2010 году из 4113 человек трудоспособного возраста (от 15 до 64 лет) 2937 были экономически активными, 1176 — неактивными (показатель активности 71,4 %, в 1999 году — 66,9 %). Из 2937 активных трудоспособных жителей работали 2586 человек (1392 мужчины и 1194 женщины), 351 числились безработными (162 мужчины и 189 женщин). Среди 1176 трудоспособных неактивных граждан 292 были учениками либо студентами, 389 — пенсионерами, а ещё 495 — были неактивны в силу других причин.
На протяжении 2010 года в коммуне числилось 2655 облагаемых налогом домохозяйств, в которых проживало 6531,0 человек. При этом медиана доходов составила 19 тысяч 172 евро на одного налогоплательщика.